# Lyksborg danske kirke

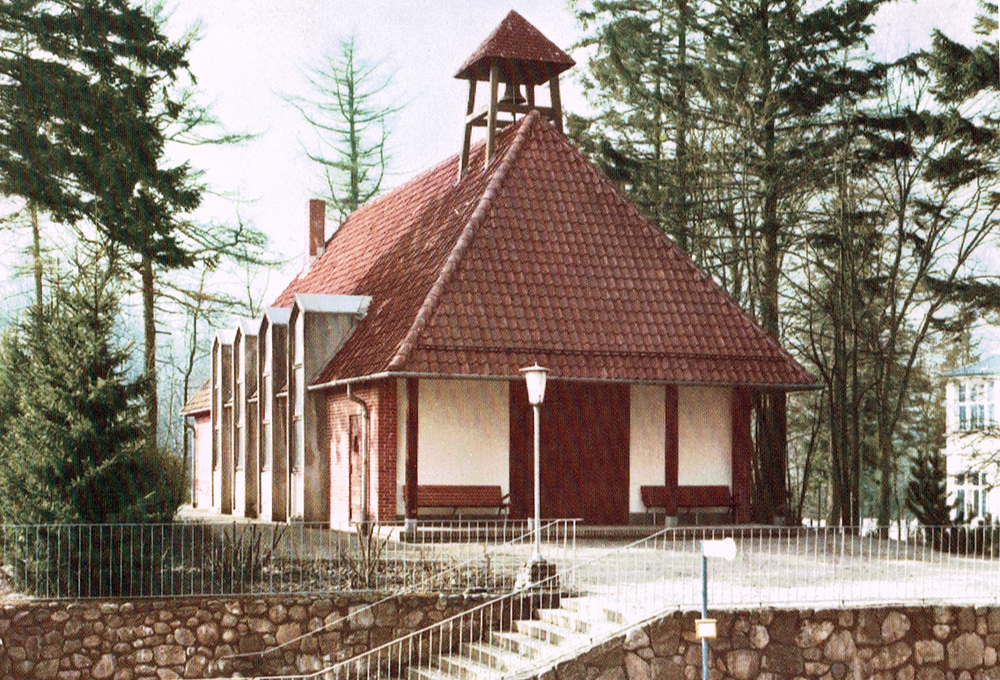
Die dänische Kirche in Glücksburg (dänisch Lyksborg) 1967

Die Lyksborg danske kirke (zu deutsch: Dänische Kirche Glücksburg) ist ein Kirchengebäude der evangelisch-lutherischen Dänischen Kirche in Südschleswig (dänisch Dansk Kirke i Sydslesvig) in der Ortschaft Glücksburg (Lyksborg) bei Flensburg.

## Geschichte
Die dänische Gemeinde in Glücksburg wurde bereits zur Zeit der Weimarer Republik gegründet. Die ersten Gottesdienste fanden 1930 statt. Damals versammelte sich die Gemeinde noch in privaten Häusern. Eine selbstständige Pastorenstelle wurde der Gemeinde erst nach dem Zweiten Weltkrieg zuerkannt, bis dahin wurde sie noch von Flensburg aus betreut. Den Wunsch, Gottesdienste in der Kapelle des Schlosses Glücksburg halten zu dürfen, wurde 1945 noch abgelehnt. Im Jahr 1948 entstanden erste Pläne zum Bau eines eigenen Kirchengebäudes, was schließlich 1954 an der Paulinenallee (Paulineallé) realisiert werden konnte. Das Gebäude wurde als relativ schlichte protestantische Kirche mit 160 Sitzplätzen konzipiert. Hinter dem Bau stand der dänische Architekt H. Mundt. Statt eines Kirchturmes verfügt das Gebäude über einen Glockengiebel. Wie in anderen skandinavischen Kirchen ist vor dem Altar zur Teilnahme am Abendmahl eine Kommunionbank angeordnet. Die Kirche ist der erste Neubau einer dänischen Kirche in Südschleswig nach dem Deutsch-Dänischen Krieg 1864 und der Volksabstimmung von 1920 gewesen. Sie soll in den kommenden Jahren umfassend modernisiert werden.
Die Gemeinde (Den danske menighed i Lyksbog og omegn) ist Teil der Dänischen Kirche in Südschleswig. Diese ist ein Verbund von mehreren dänischen evangelisch-lutherischen Gemeinden in Südschleswig und leistet die kirchliche Arbeit für die dänischen Südschleswiger.